# Izmajilská oblast
Izmajilská oblast (ukrajinsky Ізмаїльська область) byla správní jednotka (oblast) Ukrajinské SSR. Existovala od 4. srpna 1940 do 15. února 1954. Oblast byla zřízena v II. světové válce při sovětském vpádu do Rumunska, kterému mezi válkami patřila celá Besarábie. Zatímco většinu Besarábie zaujala nově zřízená Moldavská SSR, její jižní část – oblast zvaná Budžak) – byla připojena k Ukrajině. Hlavním městem byl původně Akkerman (dnešní Bilhorod-Dnistrovskyj), přičemž území neslo název Akkermanská oblast; již v prosinci 1940 však bylo centrum přeneseno jižněji, do Izmajilu. Od července 1941 do srpna 1943 byla oblast opět obsazena rumunskými (a německými) vojsky.
Oblast měla rozlohu 12 400 km² a žilo zde asi tři čtvrtě miliónu obyvatel mnoha etnik: Rumuni, Ukrajinci, Rusové, Bulhaři, Gagauzové i Němci. Administrativně se dělila na 13 rajónů. Roku 1954 byla při administrativní reformě připojena k Oděské oblasti, která se tak stala největší oblastí Ukrajiny; Budžak, resp. Izmajilská oblast tvoří její jižní část. Tento stav trvá dodnes.